# Železniška postaja Vuhred
Železniška postaja Vuhred je ena izmed železniških postaj v Sloveniji, ki oskrbuje bližnje naselje Vuhred.